# يورغن كوخ
يورغن كوش (بالألمانية: Jürgen Koch)‏ هو لاعب كرة الريشة نمساوي، ولد في 1973 في تراون في النمسا.

## وصلات خارجية
- يورغن كوش على موقع BWF.tournamentsoftware.com (الإنجليزية)
- يورغن كوش على موقع BWFbadminton.com (الإنجليزية)
- يورغن كوش على موقع اللجنة الأولمبية الدولية (الإنجليزية)
- يورغن كوش على موقع أوليمبيديا (الإنجليزية)